# Basiluzzo
Basiluzzo je namjanji od 8 talijanskih otoka u Tirenskom moru koji čine Liparske otoke, niz vulkanskih otoka sjeverno od Sicilije. Otok ima površinu od jedva 1 km².
Stari Grci su ga zvali Hycesia.

## Otok u popularnoj kulturi
Otok je prikazan u talijanskom filmu L'avventura, kada likovi iz filma na motornom brodu traže mjesto za kupanje. Krenuli su prema Basiluzzu, ali su se na kraju odlučiti odploviti do susjednog otoka Lisca Bianca.